# Íte av Killeedy
Íte av Killeedy, eller Íte ingen Chinn Fhalad, död 570, var en irländsk nunna och skyddshelgon för Killeedy (Cluain Creadhail). Hon har beskrivits som "de irländska helgonens fostermoder". Hennes festdag är 15 januari.